# Svenska Fåravelsförbundet
Svenska Fåravelsförbundet grundades 1917 och är en intresseorganisation för svenska fårägare.

## Målsättning
Förbundet har till uppgift att:
1. tillvarata fårägarnas intressen
2. främja forskning, försök, utbildning, upplysning och rådgivning kring fåravel
3. främja försörjningen med specialförnödenheter
4. arbeta för en hög kvalitet på svenska fårprodukter
5. verka för en god och rationell fårskötsel.

Förbundet är även ansvarigt för den nationella fårkontrollen vilken är ett viktigt hjälpmedel i avelsarbetet. Man utger tidningen Fårskötsel.